# 17461 Shigosenger
17461 Shigosenger este o planetă minoră (asteroid), cu un diametru de 6,929 km, din centura de asteroizi. A fost descoperită pe 20 octombrie 1990 la Geisei⁠(d) de Tsutomu Seki. 
Obiectul prezintă o orbită caracterizată de o semiaxă mare de 3,0007465 UAi, o excentricitate de 0,21, o înclinație de 2,78971 ° în raport cu ecliptica.